# Xanthorhoe transcissa
Xanthorhoe transcissa là một loài bướm đêm trong họ Geometridae.